# Emerich Polák
Emerich Polák (27. května 1901 Praha – 27. srpna 1980) byl český chirurg a profesor.

## Život
Emerich Polák se narodil v Praze v rodině právníka JUDr. Emericha Poláka (1866–1957) a matky Marie, rozené Kabátové (1879–1950); vyrůstal se čtyřmi sourozenci. Po přestěhování do Vídně zde vychodil obecnou školu a sedm tříd gymnázia, maturoval však v Praze na Malostranském gymnáziu. Vystudoval medicínu a v roce 1924 promoval na Lékařské fakultě Univerzity Karlovy v Praze. Ještě předtím získal asistentské místo ve farmakologickém ústavu lékařské fakulty UK u profesora Kamila Josefa Lhotáka (1876–1926). Rozhodl se však pro chirurgii a v roce 1925 se stal operačním elévem na II. chirurgické klinice profesora Rudolfa Jedličky (1869–1926) v podolském sanatoriu, v roce 1928 asistentem. Profesora Rudolfa Jedličku, vynikající osobnost českého lékařství své doby, považoval za svého učitele, stejně jako profesora Jiřího Diviše (1886–1959), jehož později vystřídal ve funkci přednosty ve vinohradské nemocnici.
Od roku 1921 pracoval Polák opakovaně po 10 let v letních měsících jako operatér v nemocnici v Mukačevu na tehdejší Podkarpatské Rusi. Roku 1934 se habilitoval na Univerzitě Karlově prací na téma „Transfúze krve“ pro obor chirurgie. Od roku 1935 pracoval v nemocnici na Vinohradech, nejprve jako zástupce primáře a v témže roce se stal primářem chirurgického oddělení. V roce 1947 se stal mimořádným profesorem se zpětnou platností k roku 1945, v roce 1955 se stal řádným profesorem. Roku 1952 se toto oddělení změnilo na kliniku Lékařské fakulty hygienické (dnes 3. LF UK) a Polák se stal jejím přednostou. Klinika měla tehdy přes 200 lůžek a 15 lékařů. Z této funkce odešel v roce 1971, poté zůstal jako vedoucí pracovník a konzultant až do roku 1977.

### Rodinný život
Se svou ženou Alžbětou („paní Lízou“ známou svými filantropickými aktivitami) vychoval dvě dcery a druhý domov poskytl své neteři. Za války a v době totality se v jejich bytě scházely mnohé osoby režimu nepohodlné; řadu z nich Polák a jeho žena hmotně podporovali.

## Inspirace a odkaz
Po uzavření vysokých škol v roce 1939 poskytl Polák na vinohradské klinice několika desítkám mediků práci zdravotních laborantů do doby, než byli totálně nasazeni v Německu a poskytl jim tak možnost získat praxi v oboru. Za války ukrýval na svém oddělení osoby perzekvované z politických nebo rasových důvodů, pro což byl německými úřady vyšetřován. Bezúplatně tehdy ošetřoval a operoval židovské pacienty. V době Pražského povstání v květnu 1945 operoval se svými asistenty nepřetržitě několik dní a nocí.
Jeho spolupracovníci a žáci vzpomínají na vskutku demokratický režim na klinice a na výbornou organizaci léčebné praxe a výchovy mediků. Jejich šéf a učitel vynikal pracovitostí, houževnatostí, pracovní disciplínou a výkonností. Polák proslul jako mimořádně zručný chirurg, skvělý operatér; desítka i více operací za den nebyla výjimkou. Podle vzpomínek jeho žáků trvala operace žlučníku asi 20 minut, strumektomie 30 minut, operace žaludku do 40 minut. Od chirurgů žádal dobré vzdělání, manuální zručnost, důkladnost a schopnost empatie vůči pacientům. Byl nepochybně znamenitým pedagogem. Mnoho pozdějších předních chirurgů získávalo praktické i vědecké zkušenosti právě v Polákově škole.
Polák se vždy zajímal o nové chirurgické metody a působil prakticky ve všech chirurgických disciplínách jako je břišní, hrudní a srdeční chirurgie, onkochirurgie a traumatologie. Zásadním přínosem je jeho práce v chirurgii pankreatu a jater. Jeho techniky, např. při operaci štítné žlázy, byly považovány za nepřekonatelné a byly všeobecně uznávány a aplikovány.
Polákova vědecká práce obnáší množství článků v odborných časopisech a řadu monografií, z nichž se velkého ohlasu dočkaly mj. Causae mortis v chirurgii, Chirurgie štítné žlázy a Chirurgické prekancerosy. Přes omezení nastavená komunistickým režimem si udržel skvělé renomé na mezinárodním fóru. Byl čestným členem Polské chirurgické společnosti, Royal College of Surgeons, American College of Chest Physicians a prezidentem české sekce International College of Surgeons. Polák vybudoval významnou chirurgickou školu s řadou pokračovatelů a je považován za spoluzakladatele moderní české chirurgie.

## Volnočasové aktivity
Mimopracovní aktivity Emericha Poláka byly společensky bohaté, obklopen přáteli, měl rád lidi, psy a dobrá auta. Šíři jeho talentů vykresluje skutečnost, že byl výborným amatérským muzikantem, který se hudbě aktivně věnoval po celý život (podle vlastního vyprávění v mládí uvažoval o souběžném studiu hudby na konzervatoři a medicíny). Tento zájem uplatnil také v předsednickém křesle Heroldova klubu – Spolku pro amatérské pěstování komorní hudby. Po řadu let se koncerty a zkoušky Heroldova klubu konaly v posluchárně Polákovy kliniky ve Vinohradské nemocnici. Tato posluchárna nese jeho jméno dodnes.
V úvodu ke svým pamětem napsal:
Prožil jsem dlouhý věk vrchovatě naplněný pilnou prací, zaměřenou snad na jeden z nejkrásnějších společenských cílů – pomáhat a zachraňovat lidi, kteří toho nejvíce potřebují. Byl jsem si vždy vědom, že být lékařem, myslím dobrým lékařem, může být jen ten, kdo svoji práci bude dělat nejen poctivě a odborně dobře, ale hlavně s citem a láskou.

## Dílo

### Vlastní paměti
- Emerich Polák: Paměti. Praha. Rukopis uložený v Praze v Ústavu dějin lékařství 1. LF UK (sign. N 1037) a v Archivu Univerzity Karlovy (fond Dokumentační sbírka – Drobné fondy).

### Monografie
- Polák, E. a kol.: Chirurgické prekancerosy. Praha 1967.
- Polák, E. a kol.: Chirurgie štítné žlázy. Praha 1966.
- Polák, E. - Syllaba, J. a kol.: Aktuální otázky terapie hormonální a chirurgické u endokrinních chorob. Praha 1962.
- Polák, E. a spolupracovníci: Causae mortis v chirurgii. Praha 1961.
- Polák, E. a spolupracovníci: Chirurgie a ostatní operativní obory pro zdravotní sestry. Praha 1960.
- Polák, E. a kol. (J. Hovorka, A. Kostelecký, J. Petříková, B. Placák, K. Šiška, A. Vitovská): Indikace v pneumochirurgii. Praha 1959.
- Polák, E.: Chirurgie pro zdravotní sestry. Praha 1956.
- Polák, E. a kol.: Klinické příspěvky k pathologické fysiologii plic. Praha 1955.
- Bedrna, J. - Diviš, J. - Polák, E.: Chirurgie hrudní a hrudních orgánů. Speciální chirurgie: učebnice chirurgie pro české a slovenské mediky. Vyd. 1. Praha: Zdravotnické nakladatelství, 1950-1956. Díl 2, 1951.
- E. Polák: Chirurgie pro ošetřovatelky. Praha 1947.
- E. Polák: Speciální chirurgie. Praha 1945.
- E. Polák: Extraartikulární osteosynthesa zlomeniny krčku kosti stehenní I. Část theoretická. Praha 1941.
- E. Polák: Význam novodobého bádání o autonomním systému nervovém pro chirurgii a lékařství vůbec. Praha 1934.
- E. Polák: Transfuse krve. Fysiologické podmínky, technika, indikace a výsledky krevní transfuse dle zkušeností II. chirurgické kliniky Karlovy university v Praze. S předmluvou J. Diviše. Praha 1930.

### Články
- Polak, E.: The contribution of Czechoslovak authors to international surgery. National Library of Medicine. American Journal of Surgery 1978, 127-129
- Polák, E.: Profesor chirurgie MUDr. Rudolf Jedlička zemřel před 50 lety. Rozhledy v chirurgii: měsíčník Československé chirurgické společnosti pro tvorbu domácí a rozhledy po chirurgii zahraniční. 1976, roč. 55, č. 7, s. 494-495.
- Polák, E.: Prof. dr. Rudolf Jedlička zemřel před padesáti lety. Časopis lékařů českých. 1976, roč. 115, č. 42-43, s. 1341.
- Polák, E.: Historické a fyziologické poznámky k vagotomii při léčbě vředové choroby. Rozhledy v chirurgii: měsíčník Československé chirurgické společnosti pro tvorbu domácí a rozhledy po chirurgii zahraniční. 1975, roč. 54, č. 1, s. 3-10.
- Polák, E.: K šedesátinám doc. MUDr. A. Kosteleckého, DrSc. Rozhledy v chirurgii: měsíčník Československé chirurgické společnosti pro tvorbu domácí a rozhledy po chirurgii zahraniční. 1974, roč. 53, č. 1, s. 70.
- Vlasák, V. - Polák, E.: Zkušenosti s léčením papilárního karcinomu štítné žlázy. Rozhledy v chirurgii: měsíčník Československé chirurgické společnosti pro tvorbu domácí a rozhledy po chirurgii zahraniční. 1974, roč. 53, č. 1, s. 16-21.
- Matějková, E. - Polák, E. - Řežábek, K.: Cytembena a cyclophosphamid v léčbě pokročilých neoplazií zažívacího ústrojí. Československá gastroenterologie a výživa: časopis Společnosti pro gastroenterologii a výživu. 1974, roč. 28, č. 4, s. 279-285.
- Polák, E.: Prof. dr. Lorenz Böhler zemřel. Rozhledy v chirurgii: měsíčník Československé chirurgické společnosti pro tvorbu domácí a rozhledy po chirurgii zahraniční. 1973, roč. 52, č. 5, s. 358.
- Polák, E.: K otázce recidiv a pooperačních komplikací pankreatických pseudocyst. Rozhledy v chirurgii: měsíčník Československé chirurgické společnosti pro tvorbu domácí a rozhledy po chirurgii zahraniční. 1973, roč. 52, č. 5, s. 295-299.
- Polák, E. - Procházková, M.: Méně časté nezhoubné nádory slinivky břišní (hemangiom a nesidiom). Vnitřní lékařství: orgán Československé společnosti pro vnitřní lékařství, sekce Československé lékařské společnosti J. E. Purkyně. 1972, roč. 18, č. 3, s. 253-255.
- Polák, E.: Prof. MUDr. František Vrabec, DrSc., šedesátníkem. Časopis lékařů českých. 1971, roč. 110, č. 45, s. 1063.
- Polák, E.: K pětašedesátinám akademika Karola Šišky. Rozhledy v chirurgii: měsíčník Československé chirurgické společnosti pro tvorbu domácí a rozhledy po chirurgii zahraniční. 1971, roč. 50, č. 3, s. 158.
- Polák, E.: Prof.MUDr. Rudolf Jedlička. Ke stému výročí narození. Časopis lékařů českých. 1969, roč. 108, č. 27, s. 820-823.
- Polak, E.: Intrathoracic goiter. Geriatrics Volume 24, Issue 6, 1969, p. 134-139.
- Petrikova, J. - Polak, E.: Pulmonary sequestration. Origin, preoperative investigation and surgical difficulties. International surgery Volume 51, Issue 5, 1969, p. 378-387.
- Novotná, L. - Polák, E.: Případ vyléčení penetrujícího popálení hrudníku a hlavy elektrickým proudem. Časopis lékařů českých. 1968, roč. 107, č. 36, s. 1086-1090.
- Polák, E. - Hájek, M.: Vztah histologického nálezu malignity a prekancerosy k průběhu a prognose strumy. Pokroky v chirurgii: práce prednesené na 20. chirurgickom dni Kostlivého dňa 9. decembra 1966 v Bratislave. Martin: Obzor, 1967, s. 107-112.
- Polák, E.: Minulost a přítomnost chirurgie duodenálního vředu. Rozhledy v chirurgii: měsíčník Československé chirurgické společnosti pro tvorbu domácí a rozhledy po chirurgii zahraniční. 1967, roč. 46, č. 7, s. 497.
- Polák, E.: Několik úvah o dnešním stavu léčby zhoubných nádorů. Bratislavské lekárske listy. 1967, roč. 47, č. 11, s. 666-672.
- Polák, E.: K šedesátinám akademika Karola Šišky. Bratislavské lekárske listy. 1966, roč. 46/1, č. 5, s. 257-258. Polak, E.: Zum Wahl der Operationsmethode bei Pseudozysten des Pankreas. Zentralblatt für Chirurgie Volume 91, Issue 8, 1966, p. 261-265.
- Polák, E.: Problematika cyst a pseudocyst pankreatických. Chirurgické ochorenia pankreasu: práce prednesené na 18. chirurgickom dni Kostlivého dňa 11. decembra 1964 v Bratislave. Martin: Obzor, 1965, s. 131-138.
- Polák, E.: Zpráva o 8. mezinárodním kongresu American College of Chest Physicians v Mexico City 11. - 15. října 1964. Rozhledy v chirurgii: měsíčník Československé chirurgické společnosti pro tvorbu domácí a rozhledy po chirurgii zahraniční. 1965, roč. 44, č. 4, s. 287-288.
- Polák, E.: K padesátinám doc. dr. Bedřicha Placáka. Rozhledy v chirurgii: měsíčník Československé chirurgické společnosti pro tvorbu domácí a rozhledy po chirurgii zahraniční. 1964, roč. 43, č. 2, s. 132-133.
- Polák, E. - Procházka, M.: Dlouholeté zkušenosti s operativní léčbou zlomenin krčku kosti stehenní. Acta chirurgiae orthopaedicae et traumatologiae Čechoslovaca. 1964, roč. 31, č. 3, s. 193-200.
- Polák, E. - Petříková, J.: Příčiny osudných průtahů při diagnostice a indikaci operace rakoviny průdušek. Acta Universitatis Carolinae. Medica. Supplementum. 1964, č. 19, s. 213-219.
- Polák, E.: Profesoru dr. Jánu Kňazovickému k sedmdesátinám. Československá gastroenterologie a výživa: časopis Společnosti pro gastroenterologii a výživu. 1963, roč. 17, č. 6, s. 384.
- Polák, E. - Petříková, J.: Klinische Erfahrungen mit der lobären Lungensequestration (Pryce). Zentralblatt für Chirurgie. 1963, roč. 88, č. 38, s. 1502-1512.
- Polák, E.: Poranění plic a pohrudnice střepinami skla. Rozhledy v chirurgii: měsíčník Československé chirurgické společnosti pro tvorbu domácí a rozhledy po chirurgii zahraniční. 1963, roč. 42, č. 10, s. 664-667.
- Polák, E. - Petříková, J.: K otázce malignity bronchiálních adenomů. Časopis lékařů českých. 1962, roč. 101, č. 19, s. 604-607.
- Polák, E.: Poznámky k práci prof.dr.V. Rapanta "K úskalí transgastrické anastomózy s pankreatickou pseudocystou". Rozhledy v chirurgii: měsíčník Československé chirurgické společnosti pro tvorbu domácí a rozhledy po chirurgii zahraniční. 1962, roč. 41, č. 2, s. 148-149.
- Polák, E.: Příspěvek k léčbě instrumentálních poranění jícnu. Časopis lékařů českých. 1962, roč. 101, č. 49, s. 1448-1451.
- Lukáš, Josef - Polák, E.: Profesoru Špačkovi k padesátinám. Časopis lékařů českých. 1961, roč. 100, č. 13, s. 423-424.
- Polák, E.: Poznámky k recensi Dr. Vladimíra Prátra ke knize Dr. I.Teleckého "Intersticiální nefritis v urologii". Vnitřní lékařství: orgán Československé společnosti pro vnitřní lékařství, sekce Československé lékařské společnosti J. E. Purkyně. 1961, roč. 7, č. 4, s. 459.
- Petříková, J. - Polák, E.: O příčinách osudných průtahů při diagnóze a indikaci k operaci rakoviny průdušek. Časopis lékařů českých. 1961, roč. 100, č. 32/33, s. 1050-1055.
- Polak, E.: Contralateral pneumothorax following thoracic surgery. A contribution to so-called vagus nerve reflexes. Zentralblatt für Chirurgie Volume 86, 1961, p. 1640-1645.
- Polák, E.: Chirurgická léčba obstrukční žloutenky na podkladě nádoru. Československá gastroenterologie a výživa: časopis Společnosti pro gastroenterologii a výživu. 1960, roč. 14, č. 5, s. 324-340.
- Polák, E. - Zrůstová, M.: Příspěvek k operativnímu řešení nádoru kosti hrudní. Rozhledy v chirurgii: měsíčník Československé chirurgické společnosti pro tvorbu domácí a rozhledy po chirurgii zahraniční. 1959, roč. 38, č. 12, s. 823-827.
- Polák, E. - Skamenová, B.: Totálna duodenopankreatektómia pre benígny tumor pankreasu. Ústup cukrovky po operácii. Bratislavské lekárske listy. 1959, roč. 39/2, č. 6, s. 386-/.
- Polak, E.: Operative treatment of bronchogenic carcinoma. Neoplasma Volume 5, Issue 3, 1958, p. 293-302.
- Polák, E.: K padesátinám generálmajora doc. Dr. Zdeňka Kunce. Rozhledy v chirurgii: měsíčník Československé chirurgické společnosti pro tvorbu domácí a rozhledy po chirurgii zahraniční. 1958, roč. 37, č. 3, s. 157-/.
- Polák, E.: Operative Treatment of Bronchogenic Carcinoma. Neoplasma: journal of experimental and clinical oncology. 1958, roč. 5, č. 3, s. 293-302.
- Polák, E.: O nerecidivujících formách chronické pankreatitidy. Časopis lékařů českých. 1956, roč. 95, č. 23/24, s. 644-648.
- Polák, E.: Nádorová onemocnění cest žlučových. Zborník prác 8. dňa chirurgov prof. Kostlivého poriadaného 11.12.1954 v Bratislave s ústrednou témou ochorenia žľč. cest. Bratislava: SAV, 1956, s. 135-141.
- Polák, E. - Skamenová, B. - Syllaba, J.: Záchvatová hypertense způsobená hemorhagickou cystou nadledvinky. Acta Universitatis Carolinae. Medica. 1956, roč. 2, č. 3, s. 291-296.
- Petříková, J. - Polák, E.: K otázce operativního léčení kongenitálních bronchoektasií. Časopis lékařů českých. 1956, roč. 95, č. 44/45, s. 1229-1232.
- Petříková, J. - Polák, E. - Stolz, J.: Potíže diagnostické, indikační a histologické v pneumochirurgii. Experimentální a klinické příspěvky k pneumochirurgii. Praha: Státní zdravotnické nakladatelství, 1954, č. 325, s. 28-45.
- Polák, E. - Stolz, J.: Haemangioendotheliom pankreatu, úspěšně operovaný a sledovaný po dobu 11 let. Sborník pro pathofysiologii trávení a výživy: Gastroenterologia bohema: orgán Čs. společnosti pro gastroenterologii a výživu, sekce Společnosti čs. lékařů J.E.Purkyně. 1953, roč. 7, č. 5-6, s. 328-330.
- Polák, E.: Ampulom papily Vaterské, kombinovaný pankreatolithiasou. Příspěvek k operační diagnóze nádorů papily Vaterské. Sborník pro pathofysiologii trávení a výživy: Gastroenterologia
- bohema: orgán Čs. společnosti pro gastroenterologii a výživu, sekce Společnosti čs. lékařů J. E. Purkyně. 1953, roč. 7, č. 5-6, s. 315-321.
- Polák, E.: Lobektomie pro tuberkulosu. Sborník prác VII. sjazdu Čsl. chirurgickej spoločnosti, sekcie Čsl. lekárskej spoločnosti J.E. Purkyněho: Bratislava, 28. - 30. júna 1951. Bratislava: Slovenská akadémia vied a umení, 1952, s. 371-382.
- Polák, E.: Jaký význam měla R. Jedličkou navržená pancreatgastrostomie pro chirurgickou metodiku léčby pankreatických cest. Rozhledy v chirurgii: měsíčník Československé chirurgické společnosti pro tvorbu domácí a rozhledy po chirurgii zahraniční. 1952, roč. 31 (16), č. 12, s. 336-341.
- Petříková, J. - Polák, E.: Homoiplastické a heteroplastické dysebryomy hrudní. Časopis lékařů českých. 1952, roč. 91, s. 1337-1344.
- Polák, E.: O vlivu válečných útrap na frekvenci, komplikace a výsledky chirurgické léčby vředu gastroduodenálního. Sborník pro pathofysiologii trávení a výživy: Gastroenterologia bohema: orgán Čs. společnosti pro gastroenterologii a výživu, sekce Společnosti čs. lékařů J.E.Purkyně. 1952, roč. 6, č. 3, s. 97-113.
- Polák, E. - Padovcová-Ledererová, H.: Naše zkušenosti s operativní léčbou otevřené dučeje tepenné. Zkráceně předneseno na sjezdu Čs. společnosti pediatrické v Bratislavě 20. X. 1950. Pediatrické listy: orgán Československé pediatrické společnosti (sekce Čs. lékařské společnosti J. E. Purkyně)1951, roč. 6, s. 23-28.
- Polák, E.: Dva méně obvyklé případy operovaných nádorů slinivky břišní. Současně příspěvek k dovolenému podvazu velkých tepen nadbřišku. Rozhledy v chirurgii: měsíčník Československé chirurgické společnosti pro tvorbu domácí a rozhledy po chirurgii zahraniční. 1951, roč. 30, č. 6, s. 366-370.
- Polák, E.: Příspěvek k chirurgické léčbě rozsáhlých haemorrhagií do trávicího traktu. Sborník pro pathofysiologii trávení a výživy: Gastroenterologia bohema: orgán Čs. společnosti pro gastroenterologii a výživu, sekce Společnosti čs. lékařů J.E.Purkyně. 1951, roč. 5, č. 4, s. 143-147.
- Bláha, R. - Polák, E. - Sobotka, B.: Případ bodného poranění srdce jehlou, operovaný po 12 letech. Časopis lékařů českých. 1951, roč. 90, s. 601-603.
- Polák, E.: Seznam vědeckých prací prof. dr. E. Poláka. Rozhledy v chirurgii: měsíčník Československé chirurgické společnosti pro tvorbu domácí a rozhledy po chirurgii zahraniční. 1951, roč. 30, č. 5, s. 165-166.
- Polák, E.: Postgraduální školení ve vinohradské nemocnici. Věstník československých lékařů. 1950, roč. 62, s. 400-402.
- Polák, E.: Chirurgická léčba hypertrofické stenosy pyloru u kojenců a její výsledky. Časopis lékařů českých. 1932, roč. 71, č. 41, s. 1281-1286.
- Bouček, B. - Polák, E. - Rybák, O.: Za †prof. dr. Karlem Chodounským. Časopis lékařů českých. 1931, roč. 70, č. 21, s. 766-768.
- Polák, E. - Škorpil, F.: Peritoneální pseudomyxom. (Dokončení). Časopis lékařů českých. 1931, roč. 70, č. 9, s. 307-310.
- Polák, E. - Škorpil, F.: Peritoneální pseudomyxom. Časopis lékařů českých. 1931, roč. 70, č. 8, 261-264.
- Janota, O. - Polák, E.: Experimentální výzkumy o vlivu sympatiku na kožní citlivost: předběžné sdělení. Časopis lékařů českých. 1930, roč. 69, č. 25, s. 928-931.
- Polák, E.: Případ juvenilní gangraeny atherosklerotické, léčený s úspěchem hypophysou a jodem. Časopis lékařů českých. 1930, roč. 69, č. 10, s. 405-407.
- Diviš, J. - Hněvkovský, O. - Knobloch, J. - Polák, E. - Slanina, P.: Zpráva o 38. sjezdu francouzských chirurgů v Paříži dne 7. - 12. října 1929. Projekce a demonstrace. Ref. O. Hněvkovský. Časopis lékařů českých. 1930, roč. 69, č. 9, s. 383-384.
- Diviš, J. - Hněvkovský, O. - Knobloch, J. - Polák, E. - Slanina, P.: Zpráva o 38. sjezdu francouzských chirurgů v Paříži dne 7. - 12. října 1929. III. hl. thema: Vznik a léčení poranění šlach ruky a prstů. Zpravodaj: Bloch (Paříž) a Bonnet (Lyon). Ref. P. Slanina. Časopis lékařů českých. 1930, roč. 69, č. 8, s. 341-343.
- Diviš, J. - Hněvkovský, O. - Knobloch, J. - Polák, E. - Slanina, P.: Zpráva o 38. sjezdu francouzských chirurgů v Paříži dne 7. - 12. října 1929. II. hl. thema: O indikacích a výsledcích osteosynthesy při malum Potti. Ref. J. Knobloch. Časopis lékařů českých. 1930, roč. 69, č. 7, s. 312-313.
- Diviš, J. - Hněvkovský, O. - Knobloch, J. - Polák, E. - Slanina, P.: Zpráva o 38. sjezdu francouzských chirurgů v Paříži dne 7. - 12. října 1929. Úvod a I. hl. thema: Chirurgie plicní tuberkulosy. Ref. J. Diviš. Časopis lékařů českých. 1930, roč. 69, č. 6, s. 278-280.
- Polák, E.: Dva případy domnělé recidivy karcinomu žaludku po resekci. Časopis lékařů českých. 1930, roč. 69, č. 5, s. 232-234.

### O E. Polákovi
- Nahodil, V.: Vzpomínky chirurga. Praha 2017
- Vyhnánek, F.: Causae mortis v chirurgii - odkaz monografie prof. Poláka a kolektivu po 50 letech od vydání. Rozhledy v chirurgii: měsíčník Československé chirurgické společnosti pro tvorbu domácí a rozhledy po chirurgii zahraniční. 2011, roč. 90, č. 7, s. 375-376.
- L. Hlaváčková – H. Mášová (eds.): Z pamětí prof. MUDr. Emericha Poláka, DrSc. Práce z dějin Akademie věd 2, 2010, 131-147.
- Káš, S.: Chirurg, profesor MUDr. Emerich Polák. Praktický lékař: časopis pro další vzdělávání lékařů. 2009, roč. 89, č. 3, s. 154-156.
- Fanta, J.: Emerich Polák. Časopis lékařů českých. 2007, roč. 146, č. 8, XXXVI-XXXVII.
- Malinský, L.: Příspěvek k vzpomínkovému večeru u příležitosti stého výročí narození profesora MUDr. Emericha Poláka (27.5.1901-27.8.1980). Sborník lékařský. 2001, roč. 102, č. 4, s. 541-546.
- Prof. Polák se zasloužil o českou anesteziologii. Setkání k 100. výročí narození prof. Emericha Poláka. Praha, 31.5.2001. Vita nostra revue: časopis 3. lékařské fakulty Univerzity Karlovy. 2001, roč. 10, č. 3, s. 33-36.
- Malinský, L.: Polákova škola. Situace na pracovištích nebyla jednoduchá. Setkání k 100. výročí narození prof. Emericha Poláka. Praha, 31.5.2001. Vita nostra revue: časopis 3. lékařské fakulty Univerzity Karlovy. 2001, roč. 10, č. 3, s.
- Bickford, B. J.: Pozoroval jsem opravdového mistra chirurgie: Vzpomínky na prof. MUDr. Emericha Poláka, DrSc. Vita nostra revue: časopis 3. lékařské fakulty Univerzity Karlovy. 2001, roč. 10, č. 1, s. 29-30.
- Vyhnánek, F.: Spoluzakladatel moderní české chirurgie: Vzpomínky na prof. MUDr. Emericha Poláka, DrSc. Vita nostra revue: časopis 3. lékařské fakulty Univerzity Karlovy. 2001, roč. 10, č. 1, s. 26-29.
- Hájek, M.: Vzdělaný lékař a oblíbený učitel: Vzpomínky na prof. MUDr. Emericha Poláka, DrSc. Vita nostra revue: časopis 3. lékařské fakulty Univerzity Karlovy. 2001, roč. 10, č. 1, s. 24-26.
- Hájek, M.: Vývoj hrudní chirurgie v Československu v posledních 50 letech. Rozhledy v chirurgii: měsíčník Československé chirurgické společnosti pro tvorbu domácí a rozhledy po chirurgii zahraniční. 1987, roč. 66, č. 3, s. 149-153.
- Petříková, J.: Prof. MUDr. Emerich Polák, DrSc. (1901-1980). In memoriam. Studia pneumologica et phtiseologica cechoslovaca. 1981, roč. 41, č. 5, s. 358-359.
- Kostelecký, A.: Zemřel prof. MUDr. Emerich Polák, DrSc. Rozhledy v chirurgii: měsíčník Československé chirurgické společnosti pro tvorbu domácí a rozhledy po chirurgii zahraniční. 1981, roč. 60, č. 2, s. 142.
- Vojtíšek, V.: Prof. MUDr. Emerich Polák, DrSc.
- Časopis lékařů českých. 1980, roč. 119, č. 51, s. 1416-1418.
- Málek, P.: Nad úmrtím prof. MUDr. Emericha Poláka, DrSc. Časopis lékařů českých. 1980, roč. 119, č. 42, s. 1152.
- Syllaba, J.: Za profesorem MUDr. Emerichem Polákem. Vnitřní lékařství: orgán Československé společnosti pro vnitřní lékařství, sekce Československé lékařské společnosti J. E. Purkyně. 1980, roč. 26, č. 12, s. 1224.
- Kostelecký, A.: Profesorovi Emerichu Polákovi k pětasedmdesátinám. Rozhledy v chirurgii: měsíčník Československé chirurgické společnosti pro tvorbu domácí a rozhledy po chirurgii zahraniční. 1976, roč. 55, č. 6, s. 371-372.
- Placák, B.: Sedmdesát let profesora MUDr. Emericha Poláka, DrSc. Československá gastroenterologie a výživa: časopis Společnosti pro gastroenterologii a výživu. 1971, roč. 25, č. 4, s. 164-167.
- red.: Prof. MUDr. Emerich Polák narozen 27. května 1901. Československá gastroenterologie a výživa: časopis Společnosti pro gastroenterologii a výživu. 1961, roč. 15, č. 2, s. 160a.
- Fürst, A.: Přítel Polák šedesátníkem. Československá gastroenterologie a výživa: časopis Společnosti pro gastroenterologii a výživu. 1961, roč. 15, č. 3, s. 167-169.
- red.: Šedesát let profesora Emericha Poláka. Časopis lékařů českých. 1961, roč. 100, č. 24/25, s. 738.
- red.: Prof. Polákovi k 60. narozeninám. Československá gastroenterologie a výživa: časopis Společnosti pro gastroenterologii a výživu. 1961, roč. 15, č. 3, s. 165-166.
- Matoušek, M.: Prof. dr. Emerich Polák. Časopis lékařů českých. 1955, Roč. 94, č. 3, s. 72.